# Скавронский, Алексей Григорьевич
Алексе́й Григо́рьевич Скавро́нский (18 октября 1931, Ленинград —11 августа 2008) — советский, российский пианист, педагог; профессор; народный артист России (2002).

## Биография
Окончил школу-десятилетку при Ленинградской консерватории (класс С. И. Савшинского), в 1955 году — Московскую консерваторию по классу Г. Р. Гинзбурга, в 1958 — аспирантуру у него же.
Около 10 лет руководил филармоническим отделом Москонцерта. Профессор Российской академии музыки им. Гнесиных.
Отпевание прошло 14 августа в Храме Большого Вознесения у Никитских ворот. Похоронен на Хованском кладбище (Центральная территория).

## Творчество
За 50 с небольшим лет участвовал более чем в 4000 концертов. Выступал с ведущими оркестрами и дирижёрами; гастролировал в Болгарии, Венгрии, Румынии, Германии, Польше, Чехии и Словакии, Испании, Финляндии, Дании, Великобритании, США.
В 1980-е годы представлял публике редко исполняемые сочинения — Первый концерт А. К. Глазунова, Токкату для фортепиано с оркестром О.Респиги, Концерт для фортепиано с оркестром М. А. Балакирева. Значительную часть своих концертов посвящал творчеству Шопена; в 2000-х годах записал собственную редакцию его этюдов.
Одним из первых использовал жанр «беседы у рояля».

### Избранная дискография
Источник — RussianDVD
- 1991, Мелодия, SUCD 10-00249 — Ф.Шопен. Все этюды
- 1997, Мелодия, DE 0136 — The Great Piano Music of the World: Ф.Шопен. Этюды фа минор, ре-бемоль мажор, ля-бемоль мажор.
- 2003, Vista Vera, VVCD-00046 — Respighi. Works for Piano, Orchestra and Cello (Токката для фортепиано и оркестра ре минор; Три прелюдии для фортепиано; Адажио с вариациями для скрипки и фортепиано; записи 1986 и 1988 гг.)
- 2003, Vista Vera, VVCD-00040 — Ф.Шопен. Все этюды (запись 1997 года)
- 2006 Vista Vera, VVCD-00111 — Ф.Шопен. Полонезы, Баллады, Ноктюрн (запись 1986 года)

## Отзывы
У пианиста проникновенная манера интонирования, выразительный рисунок фразы… в том, что делает за инструментом Скавронский, сопутствует ему удача или нет, всегда ощущается полнота и правдивость переживания… В его подходе к Шопену, в применяемых им приемах выразительности можно различить традицию, идущую от Падеревского, Пахмана и некоторых других известных в прошлом концертантов-романтиков.— Г. Цыпин (цит. по:)

## Награды и звания
- Народный артист России (2002)
- Заслуженный артист РСФСР (1982)
- лауреат международного конкурса имени Сметаны (Прага, 1957)
- почётный диплом 1-го Международного конкурса имени Чайковского (Москва, 1958)
- премия Москвы[1][2].